# Anatolij Nikolaevič Obuchov
Anatolij Nikolaevič Obuchov (in russo Анатолий Николаевич Обухов?; San Pietroburgo, 27 gennaio 1896 – New York, 25 febbraio 1962) è stato un ballerino russo, considerato uno dei migliori danseur noble del suo tempo.

## Biografia
Nato e cresciuto a San Pietroburgo, studiò alla Scuola del Balletto Imperiale, ove annoverò tra i suoi insegnanti Nikolaj Legat. Dopo aver conseguito il diploma, nel 1913 fu scritturato dal Balletto Imperiale, di cui fu nominato solista nel 1917. In questa veste danzò in molti dei grandi ruoli del repertorio, tra cui Sigfrido ne Il lago dei cigni, Jean in Rajmonda, Albrecht in Giselle, Basilio in Don Chisciotte e il Principe e l'uccello azzurro ne La bella addormentata. Nel 1914 fece da partner ad Anna Pavlova durante la tournée russa della ballerina, mentre al Balletto Imperiale danzò spesso con Agrippina Jakovlevna Vaganova negli ultimi anni della sua carriera.
Nel 1920 emigrò a Bucarest, dove danzò al Teatro dell'Opera fino al 1922. Successivamente danzò come primo ballerino con il Teatro Romantico Russo di Boris Georgievič Romanov a Berlino fino al 1926, anno in cui esordì al Teatro alla Scala danzando nel ruolo dell'eponimo protagonista in Petruška sotto la direzione di Igor Stravinski. Nel 1927 fondò insieme alla moglie Vera Nemčinova e Anton Dolin una propria compagnia, che chiuse i battenti l'anno seguente dopo una stagione sulle scene londinesi. Successivamente danzò insieme alla moglie al Teatro nazionale lituano (1930; 1931-1935) e poi con Ballets de Monte-Carlo e nei Ballets Russes del colonnello de Basil (1936-1937). 
Nel 1940, in fuga dalla guerra, si trasferì negli Stati Uniti insieme alla moglie e qui lavorò come maestro di balletto della School of American Ballet fino alla morte nel 1962.